# Großer Preis von Monaco 1998
Der Große Preis von Monaco 1998 (offiziell Grand Prix de Monaco) fand am 24. Mai auf dem Circuit de Monaco in Monte Carlo statt und war das sechste Rennen der Formel-1-Weltmeisterschaft 1998.

## Bericht

### Hintergrund
Nach dem Großen Preis von Spanien führte Mika Häkkinen in der Fahrerwertung mit sieben Punkten vor David Coulthard und mit zwölf Punkten vor Michael Schumacher. In der Konstrukteurswertung führte McLaren-Mercedes mit 30 Punkten vor Ferrari und mit 51 Punkten vor Williams-Mecachrome.
Vor dem Rennen wurde eine neue Einigung über die Verteilung der Preis- und Fernsehgelder getroffen.
Mit Michael Schumacher (dreimal) und Olivier Panis (einmal) traten zwei ehemalige Sieger zu diesem Grand Prix an.

### Training
Vor dem Rennen fanden zwei Trainingseinheiten statt. Das erste freie Training traditionell bereits am Donnerstag, das zweite freie Training am Samstag.

#### Donnerstagstraining
Häkkinen holte sich mit 1:21,937 Minuten die Bestzeit vor Giancarlo Fisichella und Coulthard. Michael Schumacher lag beinahe zwei Sekunden hinter Häkkinen auf Platz fünf. Alle Fahrer waren innerhalb von sieben Sekunden platziert.

#### Samstagstraining
Seit langem holte sich ein nicht-McLaren-Pilot die Bestzeit, mit rund einer Sekunde Vorsprung war Fisichella vor Coulthard und Mika Salo der Schnellste. Häkkinen konnte mit Platz sieben nicht überzeugen und Michael Schumacher konnte nicht an der Session teilnehmen. Alle Fahrer waren innerhalb von acht Sekunden platziert.

### Qualifying
Häkkinen konnte sich mit einer 1:19,798 Minuten wieder an die Spitze setzen, dahinter folgen Coulthard, Fisichella und Michael Schumacher. Salo konnte sich überraschend den achten Platz sichern. Wie beim letzten Rennwochenende konnte sich Ricardo Rosset erneut nicht innerhalb der 107-Prozent-Regel qualifizieren. Er scheiterte um 0,354 Sekunden, sich zu qualifizieren. Beim Versuch, eine schnellere Qualifikationszeit zu erzielen, zerstörte er seinen Wagen so stark, dass die FIA Rosset eine Verwarnung wegen gefährlicher Fahrweise gab. Die wütenden Mechaniker wechselten daraufhin bei einem Namensschild den ersten mit dem letzten Buchstaben um das Wort „tosser“ zu bilden. Alle qualifizierenden Fahrer waren innerhalb von viereinhalb Sekunden platziert.

### Warm-Up
Häkkinen holte sich erneut mit 1:23,878 Minuten die schnellste Zeit vor Michael Schumacher, Coulthard und Alexander Wurz. Salo, der im Qualifying auf sich aufmerksam machen konnte, holte sich den sechsten Platz. Rosset durfte nicht an der Session teilnehmen, da er sich am Vortag nicht für das Rennen qualifizieren konnte. Alle Fahrer waren innerhalb von viereinhalb Sekunden platziert.

### Rennen
Ein perfekter Start von Häkkinen verhalf ihm, vor Coulthard aus der ersten Kurve zu kommen. Einzig Wurz und Pedro Diniz konnten beim Start Positionsgewinne verbuchen. Noch in der ersten Runde gab es mit Esteban Tuero den ersten Ausfall, denn er krachte in die Leitplanke. 
In der frühen Rennphase konnten beide McLaren-Piloten konstant ihren Vorsprung ausbauen, sie setzten jeweils zwölf schnellste Rennrunden hintereinander. Währenddessen versuchte Eddie Irvine in Runde zehn an Heinz-Harald Frentzen vorbeizugehen. In der Haarnadelkurve wagte er ein Manöver, was in einem Desaster für den Williams-Piloten endete. Frentzen merkte das nahende Chaos, ließ Platz, aber Irvine konnte nicht ausweichen und drückte den Deutschen in die Leitplanken, worauf er wegen einer gebrochenen Lenkstange aufgeben musste. Als Coulthard in Runde 17 drauf und dran war, eine neue schnellste Runde zu setzen, gab sein Motor auf Platz zwei liegend im Tunnel seinen Geist auf. 
In Runde 29 machte Häkkinen einen leichten Fehler, der beinahe seinen ersten Platz gekostet hätte, denn in der Rascasse-Kurve touchierte er mit seinem linken Hinterreifen leicht die Wand. Er konnte weiterfahren, doch es bestand lange Zeit die Angst, dass seine Aufhängung eventuell beschädigt wurde. In der Runde darauf holte sich Michael Schumacher als erster neuen Treibstoff und Reifen ab. Eine Runde darauf kam auch Fisichella an die Box, doch Michael Schumacher konnte vor ihm auf die Strecke zurückkommen. In Runde 37 versuchte Michael Schumacher, Wurz in der Haarnadelkurve zu überholen, jedoch gab der Österreicher keinen Platz. Die beiden berührten sich und Michael Schumacher konnte nach vorne schlüpfen, aber in der nächsten Kurve konterte Wurz und die beiden berührten sich erneut, und vor dem Tunneleingang kam schlussendlich Michael Schumacher wieder vor dem Benetton-Pilot, aber bereits zum dritten Mal gab es einen Kontakt untereinander. Der Ferrari-Pilot musste an die Box, wo er schon aufgeben wollte, aber die Ferrari-Boxenmannschaft tauschte in Eile den durch die vielen Berührungen beschädigten Querlenker aus, woraufhin er nach drei Runden Stehzeit wieder das Rennen aufnehmen konnte. Wurz blieb vorerst unbeschadet, flog aber dann wenig später aufgrund einer gebrochenen Aufhängung am Tunnelausgang heftig ab. Er schlug ähnlich wie Karl Wendlinger beim Rennwochenende von 1994 ein, blieb jedoch unverletzt. 
Wenige Runden vor dem Ende wurde Häkkinen aufgrund Getriebeprobleme zusehends langsamer, aber er konnte seinen Vorsprung über die Ziellinie bringen und gewann vor Fisichella und Irvine. Vierter wurde Salo, Fünfter Jacques Villeneuve. In Runde 78 riss sich Michael Schumacher in der Haarnadelkurve beim Versuch, den auf Platz sechs liegenden Diniz für den letzten Punkt zu überholen, seinen Frontflügel ab.
Häkkinen sicherte sich zudem mit 1:22,948 Minuten die schnellste Runde.
Sowohl in der Fahrer- als auch in der Konstrukteurswertung blieben die ersten drei Positionen unverändert.

## Meldeliste
| Team                         | Nr. | Fahrer                | Chassis        | Motor                   | Reifen |
| ---------------------------- | --- | --------------------- | -------------- | ----------------------- | ------ |
| Winfield Williams            | 01  | Jacques Villeneuve    | Williams FW20  | Mecachrome 3.0 V10      | G      |
| Winfield Williams            | 02  | Heinz-Harald Frentzen | Williams FW20  | Mecachrome 3.0 V10      | G      |
| Scuderia Ferrari Marlboro    | 03  | Michael Schumacher    | Ferrari F300   | Ferrari 3.0 V10         | G      |
| Scuderia Ferrari Marlboro    | 04  | Eddie Irvine          | Ferrari F300   | Ferrari 3.0 V10         | G      |
| Mild Seven Benetton Playlife | 05  | Giancarlo Fisichella  | Benetton B198  | Playlife 3.0 V10        | B      |
| Mild Seven Benetton Playlife | 06  | Alexander Wurz        | Benetton B198  | Playlife 3.0 V10        | B      |
| West McLaren Mercedes        | 07  | David Coulthard       | McLaren MP4/13 | Mercedes-Benz 3.0 V10   | B      |
| West McLaren Mercedes        | 08  | Mika Häkkinen         | McLaren MP4/13 | Mercedes-Benz 3.0 V10   | B      |
| Benson & Hedges Jordan       | 09  | Damon Hill            | Jordan 198     | Mugen-Honda 3.0 V10     | G      |
| Benson & Hedges Jordan       | 10  | Ralf Schumacher       | Jordan 198     | Mugen-Honda 3.0 V10     | G      |
| Gauloises Prost Peugeot      | 11  | Olivier Panis         | Prost AP01     | Peugeot 3.0 V10         | B      |
| Gauloises Prost Peugeot      | 12  | Jarno Trulli          | Prost AP01     | Peugeot 3.0 V10         | B      |
| Red Bull Sauber Petronas     | 14  | Jean Alesi            | Sauber C17     | Petronas 3.0 V10        | G      |
| Red Bull Sauber Petronas     | 15  | Johnny Herbert        | Sauber C17     | Petronas 3.0 V10        | G      |
| Danka Zepter Arrows          | 16  | Pedro Diniz           | Arrows A19     | Arrows 3.0 V10          | B      |
| Danka Zepter Arrows          | 17  | Mika Salo             | Arrows A19     | Arrows 3.0 V10          | B      |
| Stewart Ford                 | 18  | Rubens Barrichello    | Stewart SF2    | Ford Zetec-R 3.0 V10    | B      |
| Stewart Ford                 | 19  | Jan Magnussen         | Stewart SF2    | Ford Zetec-R 3.0 V10    | B      |
| Tyrrell                      | 20  | Ricardo Rosset        | Tyrrell 026    | Ford Zetec-R/97 3.0 V10 | G      |
| Tyrrell                      | 21  | Toranosuke Takagi     | Tyrrell 026    | Ford Zetec-R/97 3.0 V10 | G      |
| Fondmetal Minardi Team       | 22  | Shinji Nakano         | Minardi M198   | Ford Zetec-R/97 3.0 V10 | B      |
| Fondmetal Minardi Team       | 23  | Esteban Tuero         | Minardi M198   | Ford Zetec-R/97 3.0 V10 | B      |

## Klassifikation

### Qualifying
| Pos.                                                                       | Fahrer                | Konstrukteur        | Zeit     | Start |
| -------------------------------------------------------------------------- | --------------------- | ------------------- | -------- | ----- |
| 01                                                                         | Mika Häkkinen         | McLaren-Mercedes    | 1:19,798 | 01    |
| 02                                                                         | David Coulthard       | McLaren-Mercedes    | 1:20,137 | 02    |
| 03                                                                         | Giancarlo Fisichella  | Benetton-Playlife   | 1:20,368 | 03    |
| 04                                                                         | Michael Schumacher    | Ferrari             | 1:20,702 | 04    |
| 05                                                                         | Heinz-Harald Frentzen | Williams-Mecachrome | 1:20,729 | 05    |
| 06                                                                         | Alexander Wurz        | Benetton-Playlife   | 1:20,955 | 06    |
| 07                                                                         | Eddie Irvine          | Ferrari             | 1:21,712 | 07    |
| 08                                                                         | Mika Salo             | Arrows              | 1:22,144 | 08    |
| 09                                                                         | Johnny Herbert        | Sauber-Petronas     | 1:22,157 | 09    |
| 10                                                                         | Jarno Trulli          | Prost-Peugeot       | 1:22,238 | 10    |
| 11                                                                         | Jean Alesi            | Sauber-Petronas     | 1:22,257 | 11    |
| 12                                                                         | Pedro Diniz           | Arrows              | 1:22,355 | 12    |
| 13                                                                         | Jacques Villeneuve    | Williams-Mecachrome | 1:22,468 | 13    |
| 14                                                                         | Rubens Barrichello    | Stewart-Ford        | 1:22,540 | 14    |
| 15                                                                         | Damon Hill            | Jordan-Mugen-Honda  | 1:23,151 | 15    |
| 16                                                                         | Ralf Schumacher       | Jordan-Mugen-Honda  | 1:23,263 | 16    |
| 17                                                                         | Jan Magnussen         | Stewart-Ford        | 1:23,411 | 17    |
| 18                                                                         | Olivier Panis         | Prost-Peugeot       | 1:23,536 | 18    |
| 19                                                                         | Shinji Nakano         | Minardi-Ford        | 1:23,957 | 19    |
| 20                                                                         | Toranosuke Takagi     | Tyrrell-Ford        | 1:24,024 | 20    |
| 21                                                                         | Esteban Tuero         | Minardi-Ford        | 1:24,031 | 21    |
| 107-Prozent-Zeit: 1:25.383 min (bezogen auf die Bestzeit von 1:19,798 min) |                       |                     |          |       |
| DNQ                                                                        | Ricardo Rosset        | Tyrrell-Ford        | 1:25,737 | –     |

### Rennen
| Pos. | Fahrer                | Konstrukteur        | Runden | Stopps | Zeit        | Start | Schnellste Runde |
| ---- | --------------------- | ------------------- | ------ | ------ | ----------- | ----- | ---------------- |
| 01   | Mika Häkkinen         | McLaren-Mercedes    | 78     | 1      | 1:51:23,595 | 01    | 1:22,948 (30.)   |
| 02   | Giancarlo Fisichella  | Benetton-Playlife   | 78     | 1      | + 11,475    | 03    | 1:23,594 (26.)   |
| 03   | Eddie Irvine          | Ferrari             | 78     | 1      | + 41,378    | 07    | 1:24,457 (29.)   |
| 04   | Mika Salo             | Arrows              | 78     | 1      | + 1:00,363  | 08    | 1:24,582 (39.)   |
| 05   | Jacques Villeneuve    | Williams-Mecachrome | 77     | 1      | + 1 Runde   | 13    | 1:24,381 (70.)   |
| 06   | Pedro Diniz           | Arrows              | 77     | 1      | + 1 Runde   | 12    | 1:24,456 (40.)   |
| 07   | Johnny Herbert        | Sauber-Petronas     | 77     | 1      | + 1 Runde   | 09    | 1:25,053 (66.)   |
| 08   | Damon Hill            | Jordan-Mugen-Honda  | 76     | 1      | + 2 Runden  | 15    | 1:26,091 (69.)   |
| 09   | Shinji Nakano         | Minardi-Ford        | 76     | 1      | + 2 Runden  | 19    | 1:26,054 (70.)   |
| 10   | Michael Schumacher    | Ferrari             | 76     | 2      | + 2 Runden  | 04    | 1:23,189 (64.)   |
| 11   | Toranosuke Takagi     | Tyrrell-Ford        | 76     | 2      | + 2 Runden  | 20    | 1:26,506 (59.)   |
| 12   | Jean Alesi            | Sauber-Petronas     | 72     | 2      | DNF         | 11    | 1:24,539 (51.)   |
| –    | Jarno Trulli          | Prost-Peugeot       | 56     | 1      | DNF         | 10    | 1:26,501 (26.)   |
| –    | Olivier Panis         | Prost-Peugeot       | 49     | 1      | DNF         | 18    | 1:24,874 (33.)   |
| –    | Ralf Schumacher       | Jordan-Mugen-Honda  | 44     | 1      | DNF         | 16    | 1:26,228 (24.)   |
| –    | Alexander Wurz        | Benetton-Playlife   | 42     | 1      | DNF         | 06    | 1:23,970 (41.)   |
| –    | Jan Magnussen         | Stewart-Ford        | 30     | 0      | DNF         | 17    | 1:26,637 (25.)   |
| –    | David Coulthard       | McLaren-Mercedes    | 17     | 0      | DNF         | 02    | 1:22,955 (18.)   |
| –    | Rubens Barrichello    | Stewart-Ford        | 11     | 0      | DNF         | 14    | 1:27,719 (10.)   |
| –    | Heinz-Harald Frentzen | Williams-Mecachrome | 9      | 0      | DNF         | 05    | 1:26,777 (06.)   |
| –    | Esteban Tuero         | Minardi-Ford        | 0      | 0      | DNF         | 21    | –                |

## WM-Stände nach dem Rennen
Die ersten sechs des Rennens bekamen 10, 6, 4, 3, 2 bzw. 1 Punkt(e).

### Fahrerwertung
| Pos. | Fahrer                | Konstrukteur        | Punkte |
| ---- | --------------------- | ------------------- | ------ |
| 01   | Mika Häkkinen         | McLaren-Mercedes    | 46     |
| 02   | David Coulthard       | McLaren-Mercedes    | 29     |
| 03   | Michael Schumacher    | Ferrari             | 24     |
| 04   | Eddie Irvine          | Ferrari             | 15     |
| 05   | Alexander Wurz        | Benetton-Playlife   | 9      |
| 06   | Heinz-Harald Frentzen | Williams-Mecachrome | 8      |
| 07   | Jacques Villeneuve    | Williams-Mecachrome | 8      |
| 08   | Giancarlo Fisichella  | Benetton-Playlife   | 7      |
| 09   | Mika Salo             | Arrows              | 3      |
| 10   | Jean Alesi            | Sauber-Petronas     | 3      |
| 11   | Rubens Barrichello    | Stewart-Ford        | 2      |

| Pos. | Fahrer            | Konstrukteur       | Punkte |
| ---- | ----------------- | ------------------ | ------ |
| 12   | Johnny Herbert    | Sauber-Petronas    | 1      |
| 13   | Pedro Diniz       | Arrows             | 1      |
| 14   | Ralf Schumacher   | Jordan-Mugen-Honda | 0      |
| 15   | Damon Hill        | Jordan-Mugen-Honda | 0      |
| 16   | Esteban Tuero     | Minardi-Ford       | 0      |
| 17   | Olivier Panis     | Prost-Peugeot      | 0      |
| 18   | Jarno Trulli      | Prost-Peugeot      | 0      |
| 19   | Shinji Nakano     | Minardi-Ford       | 0      |
| 20   | Jan Magnussen     | Stewart-Ford       | 0      |
| 21   | Toranosuke Takagi | Tyrrell-Ford       | 0      |
| 22   | Ricardo Rosset    | Tyrrell-Ford       | 0      |

### Konstrukteurswertung
| Pos. | Konstrukteur        | Punkte |
| ---- | ------------------- | ------ |
| 01   | McLaren-Mercedes    | 75     |
| 02   | Ferrari             | 39     |
| 03   | Williams-Mecachrome | 16     |
| 04   | Benetton-Playlife   | 16     |
| 05   | Sauber-Petronas     | 4      |
| 06   | Arrows              | 4      |

| Pos. | Konstrukteur       | Punkte |
| ---- | ------------------ | ------ |
| 07   | Stewart-Ford       | 2      |
| 08   | Jordan-Mugen-Honda | 0      |
| 09   | Minardi-Ford       | 0      |
| 10   | Prost-Peugeot      | 0      |
| 11   | Tyrrell-Ford       | 0      |